# Marienschwestern vom Karmel
Die Marienschwestern vom Karmel (früher auch Tertiarkarmelitinnen genannt) sind ein römisch-katholischer Frauenorden, der an den Dritten Orden des Karmelitenordens angeschlossen ist. Der Orden ist insbesondere in Oberösterreich verbreitet, wobei das Generalmutterhaus in der oberösterreichischen Landeshauptstadt Linz an der Donau lag. Im Jahr 2022 wurde das Generalmutterhaus nach Bad Mühllacken übersiedelt. Zweites Schwerpunktgebiet des Ordens ist Bayern (Provinz Regensburg) mit dem Provinzmutterhaus in Regensburg. Des Weiteren wirkt der Orden in Mityana, Uganda. 
Die Schwestern bemühen sich um das karmelitische Ideal des Verweilens vor Gott, aber gleichzeitig um apostolische Tätigkeit für die Bedürftigen.

## Geschichte
Die Gemeinschaft wurde von Maria Böck (Ordensname Schwester Theresia vom hl. Josef) 1861 gegründet, indem sich Frauen aus Riedau, Eferding und Linz, die bereits in der karmelitanischen Spiritualität lebten, zu einem Orden zusammenschlossen. Der Orden erhielt zunächst den Namen "Schwestern des III. Ordens Unserer Lieben Frau vom Berge Karmel", 1961 wurde der Orden in "Marienschwestern vom Karmel" umbenannt.
Die Hauptaufgabe war zunächst die Fürsorge für ungesicherte arbeitslose Dienstboten, arbeitssuchende Mädchen, Kinder, Kranke und Alte. Um diesen zu helfen, wurden unter anderem Mädchenheime, Altenheime, Kinderheime und Industrieschulen gegründet. Bis 1900 gab es schon 14 Niederlassungen in Österreich. 
1920 kamen erstmals auch Schwestern nach Deutschland, nachdem sie von den bayerischen Karmeliten angefragt wurden. Seit 1940 hat Deutschland eine eigene Provinz. Das Mutterhaus in Regensburg wurde 1945 völlig zerstört und danach wieder aufgebaut. Filialen der Schwestern wurden unter anderem in Flossenbürg, Hainsacker, Markelhofen und Flintsbach am Inn gegründet. 
In Konnersreuth wurde 1963 das von Therese Neumann gewünschte und durch Spenden finanzierte Anbetungskloster Theresianum eingeweiht und den Marienschwestern übergeben.
In Österreich sind die Marienschwestern vor allem für ihre Kneipp-Kurheime in den Kneippkurorten Bad Kreuzen und Bad Mühllacken sowie für ihre Paramentenwerkstatt bekannt. Weiters betreiben sie eine Schule für Sozialberufe in St. Pantaleon-Erla.

## Ordensniederlassungen
Deutschland
- 1963 Theresianum Konnersreuth

Österreich
- 1898 bis 1936/1937 Versorgungshaus mit Kapelle in Haag
- 1902 bis 2017 Kneipp-Kurhaus Aspach[1][2]
- 1936 Schloss Mühllacken als Kneipp-Kurhaus Bad Mühllacken mit Kräutergarten (2006)